# 小金井市立小金井第二中学校
小金井市立小金井第二中学校（こがねいしりつ こがねいだいに ちゅうがっこう）は、東京都小金井市中町一丁目にある市立の中学校。通称二中（にちゅう）。

## 概要
- 生徒数　453名（令和5年度4月）
- 教育目標

教育目標は、「自他を認め、支え合う生徒」「すすんで学び、考え、行動する生徒」「心身を鍛え、たくましく生きる生徒」の3つ。
又、「愛は生活の根本をなし、万人共通にして人生最大の要道である。学は人を人たらしむる薬石となる（愛と学）」が学校の理念。

## 沿革
- 1954年 - 開校。
- 1982年 - 身障学級を併設、開校。

## 行事
- 4月 野川俳画の会　（全学年）
- 5月 運動会
- 6月 一学期期末考査
- 7月 職場体験(2年)
- 9月 移動教室(2年)、二学期中間考査、音楽祭
- 10月 修学旅行（3年）
- 11月 二学期期末考査、校外学習（1年）
- 2月 学年末考査

## 部活動

### 運動系
- バドミントン部
- 女子バレーボール部
- 男子バスケット部
- 女子バスケット部
- 剣道部
- サッカー部
- 硬式テニス部
- 野球部
- 交流活動部

過去には陸上部も存在していたが、顧問がいないなどの理由により現在は廃部されている。

### 文化系
- ウインドアンサンブル部
- ガーデニング部
- 茶道部
- 美術部

## 生徒会
- 生徒会本部 - 会長一名、副会長、書記および庶務各二名をおく。東京都の中学校の中でも特に環境問題に力を入れており、エコキャップやコンタクトケース、インクカートリッジなどの回収に取り組んでいる。
- 各学年委員会 - 各学級より男女問わず2名。各学級、学年の向上をはかるための仕事をする。
- 学習生活委員会 - 各学級より男女問わず2名。学習、生活の向上に関する仕事をする。
- 整美委員会（整備・美化委員会） - 各学級より男女問わず2名。校内の整備、美化に努める。
- 放送委員会 - 各学級より男女問わず2名。校内放送に関することを取り扱う。
- 保健給食委員会 - 各学級より男女問わず2名。保健衛生に関することおよび給食用具の管理と給食に関する仕事をする。
- 図書委員会 - 各学級より男女問わず2名。図書室の運営管理に関する仕事に携わる。
- 選挙管理委員会 - 各学級より一名。選挙の管理事務を行う。

その他、運動会実行委員会や音楽祭実行委員などがある。

## 所在地
184-0012 東京都小金井市中町一丁目8番25号

## 通学区域
小金井市公式ページより
- 小金井市
  - 中町一丁目１～１３番、二丁目３～１９、２４番、三丁目～四丁目全域
  - 前原町一丁目～二丁目全域、三丁目１、１１～４１番、四丁目１３～２３番
  - 本町一丁目全域、六丁目全域

## 校歌
小金井市立小金井第二中学校の校歌は混声三部合唱となっているが、実際の学校行事では斉唱がほとんどである。作詞は辻野鯛一、作曲は室星敦郎、編曲は柴山正雄。

## 進学前小学校
小金井市公式ページより
- 小金井市立小金井第一小学校
- 小金井市立小金井第四小学校
- 小金井市立前原小学校
- 小金井市立南小学校

## 交通
- JR中央本線武蔵小金井駅より徒歩11分

## 出身者
- 中村憲剛（プロサッカー選手）
- 西岡真一郎 （元小金井市長）
- 楠瀬誠志郎（歌手）1975年卒
- 越美晴（歌手）1975年卒
- 遠藤真理子（女優）1975年卒
- 小宮一浩（オペラ歌手）1975年卒
- 田家大知（音楽プロデューサー、作詞家、作曲家、映像作家、音楽ライター）1990年卒
- 伏木暢顕（料理人）1990年卒
- GENTARO（プロレスラー）1990年卒
- 山本恵大（プロ野球選手）
- 熊田直紀（プロサッカー選手）